# Natalia Partyka
Natalia Dorota Partyka (sinh ngày 27 tháng 7 năm 1989) là vận động viên bóng bàn Ba Lan. Từ lúc sinh ra. cô không có cẳng tay và cẳng tay phải. Cô tham gia nhiều cuộc thi dành cho vận động viên khuyết tật. Partyka lọt vào vòng 32 của môn bóng bàn tại Thế vận hội Mùa hè 2012.

## Tiểu sử
Partyka bắt đầu chơi bóng bàn từ lúc 7 tuổi. Cô giành được huy chương bóng bàn quốc tế đầu tiên vào năm 1999 tại Giải vô địch thế giới dành cho người khuyết tật. Ở tuổi 11, Partyka tham dự Paralympic Mùa hè 2000 ở Sydney và cô chính là vận động viên Paralympic trẻ nhất thế giới. Năm 2004, cô giành huy chương vàng nội dung đánh đơn và huy chương bạc nội dung đồng đội tại Paralympics Athens. Cũng trong năm 2004 này, cô giành được hai tấm huy chương vàng tại Giải vô địch bóng bàn châu Âu dành cho sinh viên của Liên đoàn bóng bàn quốc tế. Năm 2006, Partyka giành được 3 tấm huy chương vàng tại Giải vô địch Paralympic châu Âu, 1 huy chương vàng và 2 huy chương bạc tại Giải vô địch bóng bàn thế giới dành cho người khuyết tật của Ủy ban Paralympic quốc tế và 1 huy chương bạc trong nội dung đồng đội tại ITTF European Junior Championship 2006. Cô tiếp tục giành được 2 tấm huy chương bạc và 1 tấm huy chương đồng tại TTF European Junior Championship 2007. Trong năm 2007, Partyka giành được ba tấm huy chương vàng tại Giải vô địch Paralympic châu Âu và 1 huy chương đồng tại Giải vô địch các đội trẻ thế giới ITTF (ITTF World Junior Teams Championships).

### Olympic và Paralympic

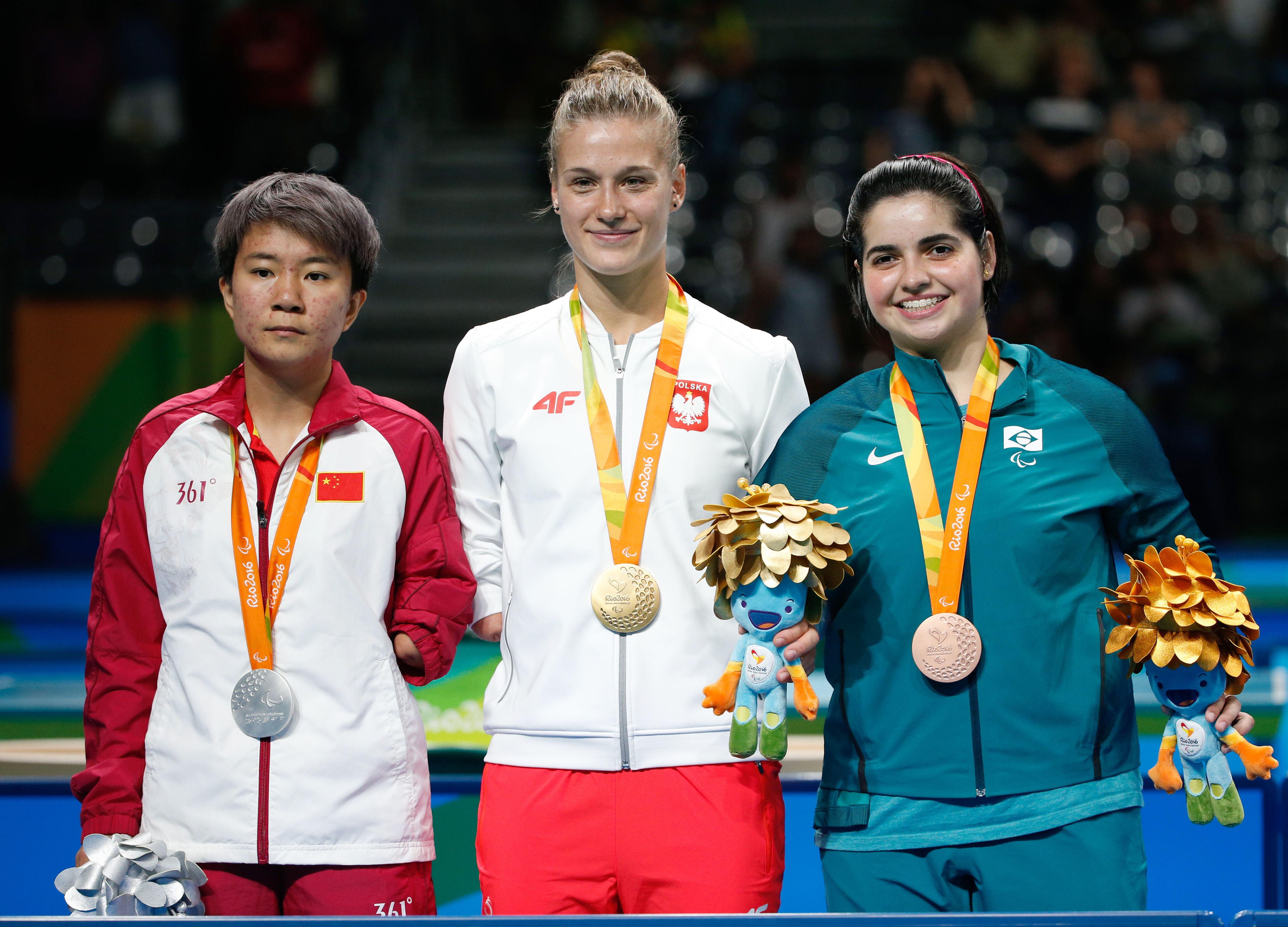
Partyka (giữa) tại Paralympic 2016

Partyka đã thi đấu trong đội hình Paralympic Ba Lan và Olympic Ba Lan tại Thế vận hội Mùa hè 2008 tại Bắc Kinh. Đây là kỳ Paralympic thứ ba và là kỳ Olympic đầu tiên trong sự nghiệp.
Tại Thế vận hội Mùa hè 2016, Partyka thi đấu trong nội dung đồng đội nữ và sau đó đã giành được huy chương vàng Paralympic đơn nữ thứ tư liên tiếp tại Paralympic Mùa hè 2016.